# Abborrtjärnen (Hällefors socken, Västmanland, 662975-143450)
Abborrtjärnen är en sjö i Hällefors kommun i Västmanland och ingår i Norrströms huvudavrinningsområde. Sjöns area är 0,045 kvadratkilometer och den är belägen 202 meter över havet.